# Ladislav Rieger (filozof)
Ladislav Ratibor Rieger, křtěný Ladislav Bohuslav Ratibor (17. května 1890 Praha – 30. dubna 1958 Praha), byl český filozof.

## Život a dílo
Pocházel z rodiny univerzitního profesora Bohuslava Riegera a jeho manželky Marie, rozené Červinkové (1873–1895). Jeho prarodiči byli František Ladislav Rieger a jeho žena Marie, rozená Palacká (dcera Františka Palackého). Měl dva bratry, matka mu zemřela v roce 1895, krátce po narození nejmladšího.
Od svých studií v Praze a ve Vídni se zaměřoval na filozofii v kombinaci s přírodními vědami, přičemž v roce 1915 obhájil disertaci z chemie (PhDr.). V letech 1915–1919 působil ve Švédsku ve Stockholmu a Malmö. V roce 1931 se s prací Problém poznání skutečnosti habilitoval na Univerzitě Karlově.
Od 2. světové války začaly jeho práce vycházet z myšlenek marxismu–leninismu. V roce 1945 vstoupil do KSČ a téhož roku se stal profesorem filozofie na Univerzitě Karlově. Po založení ČSAV vedl do roku 1957 Kabinet pro filozofii, poté až do smrti převzal po Arnoštu Kolmanovi vedení Filozofického ústavu ČSAV.

### Rodinný život
Z prvního manželství s Eliškou Jarešovou měl syna Ladislava Svanteho (1916–1963), matematika, a germanistku Věru Macháčkovou-Riegerovou (1919–2017). Dne 14. října 1937 se podruhé oženil s malířkou Bělou Kašparovou-Riegrovou, se kterou měl dceru Bělu (1942–2008), právničku.